# Дом «У Зелёной лягушки»
Дом «У Зелёной лягушки» (чеш. Dům U Zelené žáby) — историческое здание в Праге. Находится в Старом городе, на улице У Раднице, 8. Стоит между домами «У Золотобоя» и «У Трёх барабанов». Охраняется как памятник культуры Чешской Республики.
В Средние века на месте сегодняшнего дома стояли два здания, но потом они были соединены и первое письменное упоминание от 1403 года касается уже одного дома. В 1428 году впервые упоминается название «У Лягушки». В конце 16 века дом был перестроен в стиле ренессанс, затем в стиле барокко и классицизма. Современное состояние фасада датируется 1810 годом. Остатки готического здания сохранились в кладке до наших дней до высоты второго этажа, третий этаж был надстроен в ходе ренессансной перестройки.
Здание четырёхэтажное, над порталом позднеготический рельефный знак дома в виде лягушки.